# Český komitét zahraniční
Český komitét zahraniční byl prvním politickým orgánem československého odboje během první světové války. Komitét byl založen za spolupráce vůdců odboje T. G. Masaryka a Edvarda Beneše s představiteli českých a slovenských krajanských sdružení na konci října roku 1915 během Masarykova pobytu v Londýně. Následně došlo k přesunu komitétu do Paříže, kde byla navázána důležitá spolupráce s francouzským generálem slovenského původu, Milanem Rastislavem Štefánikem, který odboji zprostředkoval důležité kontakty na francouzské politické i vojenské vedení. 

14. listopadu 1915 pak komitét vydal veřejné prohlášení, v němž formuloval svou snahu o založení samostatného československého státu. Kromě poslanců Říšské rady Masaryka a Josefa Düricha prohlášení podepsali předseda Svazu československých spolků na Rusi Bohumil Čermák, předseda Národního sdružení v Chicagu Ludvík Fischer, členové chicagského sdružení Karel Pergler a v New Yorku působící Emanuel Voska, předseda Českého komité v Anglii Jan Sýkora a jeho tajemník František Kopecký, předseda Slovenské ligy v Americe Albert Mamatey a její tajemník Ivan Daxner, novinář a redaktor časopisu Čechoslovák v Petrohradě Bohdan Pavlů, za spolek Rovnost v Paříži Antonín Veselý a za Výbor české kolonie a českých dobrovolníků v Paříži malíř František Kupka.
V únoru 1916 byl komitét přetvořen na Národní radu zemí českých, avšak aby byla zajištěna podpora slovenských krajanských spolků, prosadil slovenský diplomat Štefan Osuský její přejmenování na Československou národní radu.